# Gran Premio di Germania 1964
Il Gran Premio di Germania 1964 fu la sesta gara della stagione 1964 del Campionato mondiale di Formula 1, disputata il 2 agosto al Nürburgring.
La corsa vide la vittoria di John Surtees su Ferrari, seguito da Graham Hill su BRM e da Lorenzo Bandini su Ferrari.
Durante le prove, alla curva Bergwerk, avvenne l'incidente che portò alla morte del pilota olandese Carel Godin de Beaufort.

## Qualifiche
| Pos | N° | Pilota                  | Costruttore         | Scuderia                    | Tempo   | Distacco |
| --- | -- | ----------------------- | ------------------- | --------------------------- | ------- | -------- |
| 1   | 7  | John Surtees            | Ferrari 158         | Scuderia Ferrari SpA SEFAC  | 8'38"4  | -        |
| 2   | 1  | Jim Clark               | Lotus 33-Climax     | Team Lotus                  | 8'38"8  | +0.4     |
| 3   | 5  | Dan Gurney              | Brabham BT7-Climax  | Brabham Racing Organisation | 8'39"3  | +0.9     |
| 4   | 8  | Lorenzo Bandini         | Ferrari 156         | Scuderia Ferrari SpA SEFAC  | 8'42"6  | +4.2     |
| 5   | 3  | Graham Hill             | BRM P261            | Owen Racing Organisation    | 8'43"8  | +5.4     |
| 6   | 6  | Jack Brabham            | Brabham BT7-Climax  | Brabham Racing Organisation | 8'46"6  | +8.2     |
| 7   | 9  | Bruce McLaren           | Cooper T73-Climax   | Cooper Car Company          | 8'47"1  | +8.7     |
| 8   | 10 | Phil Hill               | Cooper T73-Climax   | Cooper Car Company          | 8'52"7  | +14.3    |
| 9   | 14 | Chris Amon              | Lotus 25-BRM        | Reg Parnell Racing          | 8'54"0  | +15.6    |
| 10  | 19 | Jo Siffert              | Brabham BT11-BRM    | Siffert Racing Team         | 8'56"9  | +18.5    |
| 11  | 4  | Richie Ginther          | BRM P261            | Owen Racing Organisation    | 8'57"9  | +19.5    |
| 12  | 11 | Jo Bonnier              | Brabham BT11-BRM    | RRC Walker Racing Team      | 9'01"3  | +22.9    |
| 13  | 15 | Mike Hailwood           | Lotus 25-BRM        | Reg Parnell Racing          | 9'01"9  | +23.5    |
| 14  | 22 | Maurice Trintignant     | BRM P57             | Privato                     | 9'06"8  | +28.4    |
| 15  | 16 | Bob Anderson            | Brabham BT11-Climax | DW Racing Enterprises       | 9'07"5  | +29.1    |
| 16  | 26 | Tony Maggs              | BRM P57             | Scuderia Centro Sud         | 9'09"6  | +31.2    |
| 17  | 2  | Mike Spence             | Lotus 33-Climax     | Team Lotus                  | 9'09"9  | +31.5    |
| 18  | 27 | Peter Revson            | Lotus 24-BRM        | Privato                     | 9'13"0  | +34.6    |
| 19  | 23 | Gerhard Mitter          | Lotus 25-Climax     | Team Lotus                  | 9'14"1  | +35.7    |
| 20  | 12 | Edgar Barth             | Cooper T66-Climax   | RRC Walker Racing Team      | 9'14"2  | +35.8    |
| 21  | 18 | Giancarlo Baghetti      | BRM P57             | Scuderia Centro Sud         | 9'14"6  | +36.2    |
| 22  | 20 | Ronnie Bucknum          | Honda RA271         | Honda R&D Company           | 9'34"3  | +55.9    |
| DNQ | 29 | Carel Godin de Beaufort | Porsche 718         | Ecurie Maarsbergen          | 9'37"9  | +59.5    |
| DNQ | 28 | André Pilette           | Scirocco 02-Climax  | Équipe Scirocco Belge       | 10'29"4 | +111.0   |

## Gara
| Pos | N° | Pilota              | Costruttore         | Giri | Tempo/Causa Ritiro | Pos partenza | Punti |
| --- | -- | ------------------- | ------------------- | ---- | ------------------ | ------------ | ----- |
| 1   | 7  | John Surtees        | Ferrari 158         | 15   | 2h12'04"8          | 1            | 9     |
| 2   | 3  | Graham Hill         | BRM P261            | 15   | + 1'15"6           | 5            | 6     |
| 3   | 8  | Lorenzo Bandini     | Ferrari 156         | 15   | + 4'52"8           | 4            | 4     |
| 4   | 19 | Jo Siffert          | Brabham BT11-BRM    | 15   | + 5'23"1           | 10           | 3     |
| 5   | 22 | Maurice Trintignant | BRM P57             | 14   | Batteria           | 14           | 2     |
| 6   | 26 | Tony Maggs          | BRM P57             | 14   | + 1 giro           | 16           | 1     |
| 7   | 4  | Richie Ginther      | BRM P261            | 14   | + 1 giro           | 11           |       |
| 8   | 2  | Mike Spence         | Lotus 33-Climax     | 14   | + 1 giro           | 17           |       |
| 9   | 23 | Gerhard Mitter      | Lotus 25-Climax     | 14   | + 1 giro           | 19           |       |
| 10  | 5  | Dan Gurney          | Brabham BT7-Climax  | 14   | + 1 giro           | 3            |       |
| 11  | 14 | Chris Amon          | Lotus 25-BRM        | 12   | Sospensione        | 9            |       |
| 12  | 6  | Jack Brabham        | Brabham BT7-Climax  | 11   | Trasmissione       | 6            |       |
| 13  | 20 | Ronnie Bucknum      | Honda RA271         | 11   | Incidente          | 22           |       |
| 14  | 27 | Peter Revson        | Lotus 24-BRM        | 10   | Incidente          | 18           |       |
| Rit | 1  | Jim Clark           | Lotus 33-Climax     | 7    | Motore/Valvola     | 2            |       |
| Rit | 9  | Bruce McLaren       | Cooper T73-Climax   | 4    | Motore/Valvola     | 7            |       |
| Rit | 16 | Bob Anderson        | Brabham BT11-Climax | 4    | Sospensione        | 15           |       |
| Rit | 12 | Edgar Barth         | Cooper T66-Climax   | 3    | Frizione           | 20           |       |
| Rit | 18 | Giancarlo Baghetti  | BRM P57             | 2    | Acceleratore       | 21           |       |
| Rit | 10 | Phil Hill           | Cooper T73-Climax   | 1    | Motore             | 8            |       |
| Rit | 15 | Mike Hailwood       | Lotus 25-BRM        | 0    | Motore             | 13           |       |
| Rit | 11 | Jo Bonnier          | Brabham BT11-BRM    | 0    | Accensione         | 12           |       |

## Statistiche

### Piloti
- 2ª vittoria per John Surtees
- 1º Gran Premio per Ronnie Bucknum
- Ultimo Gran Premio per André Pilette, Edgar Barth e Carel Godin de Beaufort

### Costruttori
- 37° vittoria per la Ferrari
- 40ª pole position per la Ferrari
- 40º giro più veloce per la Ferrari
- 1º Gran Premio per la Honda
- Ultimo Gran Premio per la Scirocco e per la Porsche

### Motori
- 37° vittoria per il motore Ferrari
- 40° pole position per il motore Ferrari
- 40º giro più veloce per il motore Ferrari
- 1º Gran Premio per il motore Honda

### Giri al comando
- Jim Clark (1)
- John Surtees (2-3, 5-15)
- Dan Gurney (4)

## Classifiche Mondiali

### Piloti
| Pos | Pilota              | Punti |
| --- | ------------------- | ----- |
| 1   | Graham Hill         | 32    |
| 2   | Jim Clark           | 30    |
| 3   | John Surtees        | 19    |
| 4   | Richie Ginther      | 11    |
|     | Jack Brabham        | 11    |
|     | Peter Arundell      | 11    |
| 7   | Dan Gurney          | 10    |
| 8   | Bruce McLaren       | 7     |
| 9   | Lorenzo Bandini     | 6     |
| 10  | Jo Siffert          | 3     |
| 11  | Jo Bonnier          | 2     |
|     | Maurice Trintignant | 2     |
|     | Chris Amon          | 2     |
| 14  | Mike Hailwood       | 1     |
|     | Tony Maggs          | 1     |
|     | Phil Hill           | 1     |
|     | Bob Anderson        | 1     |

### Costruttori
| Pos | Team           | Punti |
| --- | -------------- | ----- |
| 1   | Lotus-Climax   | 34    |
| 2   | BRM            | 33    |
| 3   | Ferrari        | 19    |
| 4   | Brabham-Climax | 17    |
| 5   | Cooper-Climax  | 10    |
| 6   | Lotus-BRM      | 3     |
|     | Brabham-BRM    | 3     |